# Kaarselade veer

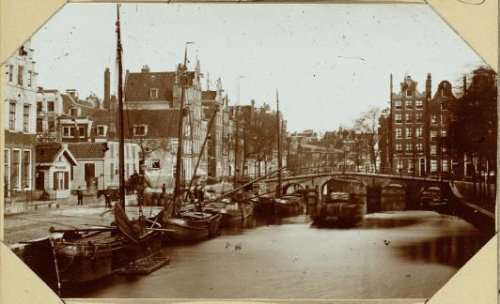
Kade van het Kaarselade veer aan de Brouwersgracht in 1875

Het Kaarselade veer was een beurtvaartverbinding voor passagiers en vracht tussen Amsterdam en Haarlem vanaf 1520.

## Beurtvaart
Beurtvaart was een vorm van binnenvaart, waarbij schippers een geregelde veerdienst onderhielden tussen twee steden. De schepen vervoerden passagiers, vracht en soms vee tegen door de steden vastgestelde tarieven. Ook bepaalden de steden de dienstregeling en stelden ze eisen aan schippers en schepen. In ruil daarvoor kregen de deelnemende gildeschippers van de steden een monopolie op het traject. Dit systeem kwam in de loop van de zestiende eeuw tot ontwikkeling, waarbij niet alle kenmerken tegelijk werden ingevoerd.

### Amsterdam - Haarlem
Een van de oudst bekende beurtveren is die tussen Amsterdam en Haarlem en ze werd in 1520 ingesteld. De stad Amsterdam stelde de regeling eenzijdig in, vastgelegd in de stedelijke keuren en breuken. Veertien schippers onder vier opperlieden waren verantwoordelijk voor drie afvaarten per dag in beide richtingen. De schepen zeilden over het IJ en het Spaarne. In Amsterdam werd aangemeerd in het Damrak, iets ten noorden van de Papenbrug. Later verhuisde de steiger voor het vrachtvervoer naar de Herenmarkt nabij de West-Indische huisbrug en vanaf 1880 moet de De Ruijterkade voor passagiersvervoer gebruikt zijn. In Haarlem lag de kade aan het Spaarne, voor het Teylers Museum heden. Het kantoor van het Kaarselade veer was enkele panden noordelijker gevestigd.

### De naam Kaarselade
Aanvankelijk werd de beurtdienst in Amsterdam "het Haarlemse veer" genoemd en in Haarlem "het Amsterdamse veer", hetgeen in de beurtvaart gebruikelijk was. Op enig moment is de naam Kaarselade (veer) in zwang geraakt, mogelijk in verband met het gebruikte scheepstype. Bakker meent dat de afmetingen van de sluizen bij Spaarndam om lange, smalle schepen vroegen. Klein denkt dat een veelvoud van schepen de sluizen tussen IJ en Spaarne kon passeren, lang niet allemaal lang en smal. Bovendien is lang en smal doorgaans niet erg zeewaardig en het IJ was toentertijd buitengaats. Klein gaat uitgebreid in op alle mogelijke verklaringen voor de naam, maar kan geen eensluidend antwoord geven.
De achttiende-eeuwse geschiedschrijver Jan Wagenaar meende dat de naam "Kaarslaaden" gebruikt werd voor de beurtdienst, na de komst van de trekschuit.

## Trekschuit en stoomboot
In 1632 werd de Haarlemmertrekvaart tussen beide steden in gebruik werd genomen. De trekschuiten konden niet in de stad komen en te Halfweg moest men overstappen. Overladen van goederen was op die plek geen sinecure, zodat met de trekschuit alleen passagiers reisden, soms met wat handbagage. Het Kaarselade veer bleef 'buitenom' varen, met hetzelfde aantal afvaarten per dag, hoewel stukgoederen belangrijker werden dan reizigers. 
Twee eeuwen later kon het veer acht afvaarten per dag in beide richtingen aanbieden. Daarnaast voer men 2 keer per week naar Overveen en Bloemendaal waar met schoon duinwater de was werd gedaan voor vermogende Amsterdammers. De spoorweg tussen Amsterdam en Haarlem van 1839 betekende het einde voor de trekschuit, maar het Kaarselade veer kon zich nog een eeuw handhaven. In 1875 was het aantal afvaarten echter geslonken tot vier per dag en in 1892 tot twee. Rond 1891 moet een stoomsleepbootje aangeschaft zijn, waarmee een veel groter volume kon worden vervoerd. Behalve de sleper beschikte het veer over enkele dekschuiten en een pakschuit. Er was blijkbaar een markt voor het slepen, aangezien men in 1902 een tweede sleepboot liet bouwen. Ook beschikte het veer over paard en wagens en handkarren, zodat vervoer van deur tot deur kon worden aangeboden.

### Vrachtwagens
In de eerste helft van de twintigste eeuw namen veel beurtschippers ook vrachtwagens in hun bedrijf op. In eerste aanleg was dit bedoeld voor aansluitend vervoer van en naar de kade. Later reden de vrachtwagens diensten parallel met de schepen en in de jaren 50 en 60 werden alle beurtvaartdiensten beëindigd ten gunste van het wegvervoer. Het Kaarselade veer vormde daarop geen uitzondering.